# Michail Bulgakov
Michail Afanasievitj Bulgakov (ryska: Михаил Афанасьевич Булгаков, ukrainska: Миха́йло Опана́сович Булга́ков), född 15 maj (3 maj enligt gamla stilen) 1891 i Kiev, död 10 mars 1940 i Moskva, var en ryskspråkig ukrainsk roman- och novellförfattare samt dramatiker och librettist verksam i Ryssland.

## Biografi

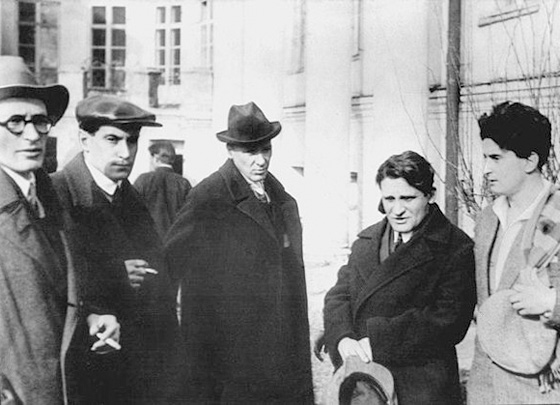
Bulgakov (i mitten) vid Vladimir Majakovskijs begravning i Moskva 1930.

Bulgakov var född inom en familj med begravningsförrättare som äldste sonen av sju barn till en professor i teologi, Afanasij Ivanovich Bulgakov, vilken även innehade en tjänst som civilråd. Han utbildade sig till läkare i Kiev 1916. Under ryska inbördeskriget 1918–1920 förde han en kringflackande tillvaro som läkare och journalist. Ett intyg från 1918 meddelar att han i läkardistriktet Nikolskoje behandlat 211 inskrivna patienter och 15 361 polikliniskt, dvs under ett års arbete. 1919 övergav han läkaryrket och flyttade till Kaukasus där han försökte leva som fri författare.  
1921 flyttade han till Moskva, där han under större delen av sitt liv verkade som dramatiker, författare och librettist. Under NEP-perioden hade rysk satir sin blomstring. Bulgakov medverkade i nya tidskrifter som snabbt självdog; Röda Journalen, Rött panorama, Röd peppar, Röda Gazetten och Megafonen. Framförallt medverkade dock Bulgakov i transportarbetarnas Ångvisslan och i Alexej Tolstojs emigranttidskrift Före skymningen i Berlin. 
PC Jersild skriver att Bulgakov räknades till ’medlöparförfattarna’. ”Han tog inte ställning för revolutionen men han var inte heller emot den; han tycks snarare ha betraktat den som något oundvikligt, som en naturkatastrof. Hans vänner har beskrivit honom som skarptungad, stridslysten, arrogant men samtidigt med en ovanlig förmåga att trollbinda folk med sina fantasier … Någon hemlighet av sin vantrivsel i sovjetsystemet gjorde han inte ”. 
Han anklagades som antisovjetisk, vitgardist och i själen emigrant. I Litteraturencyklopedin 1930 redovisas han som reaktionär vilken försonats med sovjetmakten ’efter grymma nederlag inom sin klass’. 1929 stämplades han som kontrarevolutionär och fick inte längre publiceras, han uteslöts också ur Författarförbundet 1930. Han försörjde sig på att göra översättningar och bearbetningar samt verka som regiassistent (ej regissör!) på Konstnärliga teatern (Mchat/MXAT) och skriva libretton åt Bolsjojteatern. 
Bulgakov tog intryck av författare som Nikolaj Gogol, Aleksandr Pusjkin, Fjodor Dostojevskij, HG Wells och Charles Dickens. Hans verk har en speciell satirisk stil, lite påminnande om Franz Kafkas. De bygger på en viss mardrömskänsla och anses rikta sin udd mot Rysslands byråkrati, den proletära världsförbättrarandan och den sovjetiska nyborgerligheten. 
En återkommande figur i hans verk är Djävulen, som uppenbarar sig i diverse olika skepnader. Djävulen är dock i ortodox tradition inte ondskan personifierad utan dödsrikets härskare. För samtiden var han mest känd som dramatiker, men eftervärlden känner i första hand till honom som upphovsmannen till romanen Mästaren och Margarita (Мастер и Маргарита, Master i Margarita), skriven från 1928 fram till Bulgakovs död 1940. Texten var praktiskt taget färdigskriven i oktober 1937, därefter skedde redaktionella ändringar.  Hustrun Jelena Bulgakova skrev 1 mars 1938 i dagboken: ”För M.A står nu romanens titel klar ’Mästaren och Margarita’. Något hopp om att få den tryckas  finns inte. Trots det redigerar M.A romanen, fortsätter arbeta på den och vill avsluta den i mars. Arbetar på nätterna.” 
Boken publicerades först postumt 30 år efter hans död, som följetong tidskriften Moskva 1966–1967, vilken väckte stor uppmärksamhet. Dock publicerades den med talrika strykningar och förkortningar, vilket innebar att 12 procent av texten försvann, exempelvis Nikanor Ivanovitjs dröm (kapitel 16) och Valutabutiken (kapitel 28). Bulgakovs hustru Jelena Bulgakova skriver också att de avstod från de 35 sista sidorna. Hon överlämnade därför dessa till samizdat. I den första utgåvan var antydningarna om den stora utrensningen censurerade. I Sverige hade Mästaren och Margarita redan 2013 utkommit i 15 upplagor, och blivit en kultklassiker. 
Hans dramatik enbart gällande Familjen Turbin togs tillfälligt till nåder efter ett personligt ingripande av Josef Stalin. Först 1956 under Nikita Chrusjtjovs ryska töväder blev han delvis rehabiliterad. 10 år efter 20:e partikongressen (1956) kunde dock fortfarande endast en censurerad version av Mästaren och Margarita publiceras. 
Under sina sista år led Bulgakov av njursvikt på grund av nefroskleros, blev helt blind. Den 22 februari kom Pasternak till Bulgakovs sjukbädd och hade ett långt samtal med honom.  Bulgakov avled den 10 mars 1940 i Moskva, endast 48 år gammal. Han ligger begravd vid klostret på Novodevitjekyrkogården mitt emot en blick inhägnad av körsbärsträd.

## Bulgakovs lägenhet i Moskva
Bulgakovs lägenhet har gjorts om till ett museum, med personliga tillhörigheter, foton och olika utställningar relaterade till Bulgakovs liv och verk.
Bulgakov levde med sin första hustru på Bolsjaja Sadovaja 10, samtidigt som författaren Sergej Jesenin bodde på samma adress med Isadora Duncan. Adressen återfinns i Mästaren och Margarita som hus 302B.  Isadora Duncan förekommer under sitt riktiga namn i romanen En hunds hjärta: ” Stormötet ber att ni frivilligt, inom ramen för arbetsdisciplinen, ska avstå från matsalen. Matsal är det ingen som har i Moskva. Inte ens Isadora Duncan, kom det gällt från kvinnan. 
Även Mandelstam var granne men han förvisades till Tjerdyn. Anna Achmatova var därför till och från på besök hos Bulgakov, bla läste hon i hans lägenhet några kapitelutkast till Mästaren och Margarita redan 1933; ”På kvällen den 8 oktober ringde Achmatova och Veresajev hörde hur det arbetades. Anna Andrejevna var tyst hela kvällen”. Många gånger läste hon igenom dessa kapitel och sade: ”Geni, han är ett geni”. 

## Utmärkelser
Asteroiden 3469 Bulgakov är uppkallad efter honom.

## Prosa
Bulgakov debuterade litterärt 1919. I februari 1920 beslöt han att ge upp den medicinska karriären. Den 18 juni 1922 utkom första delen i berättelsen Manchettanteckningar i tidningen Nakanune, en exiltidskrift i Berlin, med sovjetmaktens stöd genom Alexej Tolstoj, andra delen publicerades i Rysslands sista privatägda tidskrift Rossija 1923. Berättelsen Till en hemlig vän publicerades i samma tidskrift samma år - den publicerades först in extenso i Novy Mir 1987. 1924 kom Diavoliada och 1925 Det vita gardet (Белая гвардия, Bélaja gvárdija), De ödesdigra äggen, Ett hundhjärta och Tjitjikovs äventyr, följd 1926 av En ung läkares anteckningar (Записки юного врача, Zapiski junogo vrača). Den senare publicerades postumt 1963. 
Det vita gardet kom bara att publiceras till två tredjedelar under Bulgakovs levnad, som följetong i tidskriften Rossija - vilket blev orsaken till att polisen därefter förbjöd Rossijsa.   Bulgakov visar sin mästarhand som epiker i Det vita gardet. Romanen handlar om familjen Turbin som försöker överleva i det kaotiska Kiev 1918-19, där Bulgakovs egen familj har i långa stycken stått modell. 1917-20 bytte Kiev herrar 14 gånger. Förutom bolsjevikerna och de borgerliga vita, kämpade tyskar, polacker och ukrainska självständighetsstyrkor om staden. Dessutom behärskades den av hetmanen av Ukraina - Petljura. Turbin tillhör den vita sidan men är snarast liberal, det vilar nostalgi och försoning över romanen, en längtan efter hederlighet och humanism. Bulgakov intog närmast en tredje ståndpunkt i inbördeskriget. 
Hans mest satiriska kortroman - En hunds hjärta (Собачье сердце, Sobatje serdtse) - bär den burleska satirens drag och utgör en variation på fausttemat. En sympatisk hund underkastas en operation där hypofys och testiklar från en smågangster och bolsjevik flyttas över till hunden. Denne blir därefter ett hot mot transplantationskirurgen själv. Operationen reversernas, hunden återuppstår men gangstern dör. Myndigheterna försöker sätta fast kirurgen för mord. En pakt nås mellan myndigheterna och kirurgen; han lämnas ifred - en dag skall kommunismen och vetenskapen tillsammans skapa Den nya människan. Den 7 maj 1926 gjordes en husundersökning hos Bulgakov av OGPU, säkerhetstjänsten, varvid man beslagtog kortromanen En hunds hjärta samt hans dagbok. Roman kunde först publiceras i Sovjetunionen under Michail Gorbatjovs glasnost 1988.  
I den till stora delar självupplevda Teaterromanen (Театральный роман, Teatralʹnyj roman, utgiven på svenska som Svart snö) från 1936–1937 ger Bulgakov uttryck för en vässad karikatyr av Konstnärliga teatern (i romanen kallad ”Fria teatern”). Berättelsen skrevs i vredesmod efter att Bulgakovs pjäs Hycklarnas sammansvärjning (Кабала святош, Kabala svatosj) tagits ned efter endast sju föreställningar. Hela garnityret av självupptagna producenter, regissörer och skådespelare hudflängs och inte heller högfärdiga skribenter eller avundsjuka kollegor skonas då Bulgakov avlossar sina bitande skottsalvor. Nästan varje person i Svart snö är porträtterad efter verkligheten. Bulgakov själv hade arbetsnamnet ”En avlidens anteckningar” och menade att denna var den mest komiska av hans romaner. Han kände sig som levande begraven.
Bulgakovs Mästaren och Margarita inspirerade Mick Jagger till att skriva sin hit ”Sympathy for the devil”.

## Dramatik
1938 hade Bulgakov skrivit sammanlagt 17 pjäser under de senaste 7 åren, alla hade förkastats utom Döda själar.  Hans mest spelade verk är dock olika dramatiseringar av romanen Mästaren och Margarita. Som dramatiker debuterade han 1926 på Konstnärliga teatern med Familjen Turbins dagar (Дни Турбиных, Dni Turbinych), som är en dramatisering av romanen Det vita gardet. Bulgakovs mormor hade flicknamnet Turbina. Vid premiären 1926 kritiserades den hårt för sin positiva hållning till förrevolutionära värden. Den sades vara ”ett utfall av idéer från småborgare och en allmän demonstration och försvar för de egna småborgerliga rättigheterna”.  ”Turbins dagar gick dock sedan för utsålda hus under tre år på Konstnärliga teatern i Moskva. I oktober 1926 sattes ytterligare en pjäs upp ”Zojkas lägenhet” på Vachtangovteatern - och därefter Den purpurröda ön på Kammarteatern. Efter dessa bägge pjäser nådde han den absoluta toppen inom teatervärlden. Därefter lades de tre pjäserna ned. 
1928 blev repetitionerna av Flykt (Бег, Beg) inställda och Bulgakovs pjäser förbjöds. Han skrev personligen till Josef Stalin, som därefter personligen ringde upp honom. Stalin hävde sedan förbudet för Familjen Turbins dagar 1932. Den fick dock enbart sättas upp på Konstnärliga teatern i Moskva, på alla andra teatrar var den förbjuden.  Den 20 juli 1934 hyllades Bulgakov, som själv närvarade, på Konstnärliga teatern i Leningrad för den femhundrade föreställningen av Turbins dagar. Stalin såg sedan själv pjäsen 15 gånger enligt teaterns liggare. Under åren 1926-1941 uppfördes pjäsen 987 gånger, varje gång med en publik om minst 1000 personer.
Andra pjäser av Bulgakov är ”Den helige i Kabal”, ”Det profetiska vattnet” och ”Batum”.
När Konstnärliga teatern i Moskva firade sitt 40-årsjubileum hade Turbins dagar gått i 13 år med mer än 800 föreställningar. Bulgakov var bjuden men vägrade att gå, på grund av den censur och det förtal han utsattes för. Andra fick medaljer, utmärkelser och pengar samt en person en gata omdöpt efter sig. När Bulgakov fem dagar senare begav sig till Litfond för att be om mer skrivpapper, vägrade de: ”Han har redan fått mer än normen”. 
I två av sina pjäser återkom Bulgakov, liksom i Mästaren och Margarita, till förhållandet mellan konstnären och tyrannen: i Hycklarnas sammansvärjning om Molière 1929 och Hans sista dagar (Последние дни, Poslednie dni) om Aleksandr Pusjkin 1935. Hycklarnas sammansvärjning hade premiär 1935 men togs alltså ner efter bara sju föreställningar (se ovan). Hans sista dagar skulle ha spelats i Kiev samma år, men efter ett angrepp på Hycklarnas sammansvärjning i Pravda ställdes premiären in. Bulgakovs sista pjäs från 1939 ”Don Quixote” sattes upp ett år efter hans död i både Leningrad och Moskva. Under krigsåren gav teatrarna tre gånger i månaden pjäsen Hans sista dagar/Pusjkin liksom Döda själar. 
I september 1936 åtog sig Bulgakov en tjänst som librettoförfattare på Bolsjoj, för att överhuvudtaget kunna försörja sig. Hans romaner och egna pjäser var ju helt förbjudna; ”Vi var tvungna att leva endast på lönen som librettoförfattare på operan”.   Den första operan som sattes upp i november 1936 var ”Minin och Pozjarskij” (Minin/Pozharsky) av Michail Bulgakov och Melik-Pasjajev.
I mars 1937 var librettot till operan ”Svarta havet” klar. Han påbörjade strax efteråt librettot till ”Peter den store”. Därefter operan ”Podnjatoj tseliny” (uppåtvänd jungfrulig jord). Den 7 oktober 1937 påbörjade han arbetet med operan ”År 1812”. Skrev librettot till operan ”Susanina”. I december 1937 rättade han i librettot till ”Potemkin”. Därefter i februari 1938  librettot till ”Romeo och Julia”. I september 1938 librettot till Maupassants ”Mademoiselle Fifi”. 

### Uppsättningar i Sverige
- 1967 Familjen Turbin (Дни Турбиных, Dni Turbinych), Radioteatern, översättning Nils Åke Nilsson, regi Herman Ahlsell, med bland andra Doris Svedlund, Rune Turesson och Måns Westfelt[34]
- 1980 Don Quijote och Sancho Panza (Дон Кихот, Don Kichot), Skånska teatern, översättning Gun Göransson, Jan Mark & Peter Oskarson, regi Peter Oskarson, med bland andra Peter Haber, Rolf Lassgård, Lotta Ramel och Lars Göran Persson[35]
- 1980 Molière (Кабала святош, Kabala svatosj – Hycklarnas sammansvärjning), Dramaten, regi Peter Luckhaus, med bland andra Ulf Johanson, Malin Ek, Anders Ahlbom Rosendahl och Rolf Skoglund[36]
- 1982 Mästaren och Margarita, Dramaten, översättning Lars Erik Blomqvist, dramatisering och regi Peter Luckhaus, med bland andra Ernst-Hugo Järegård, Rolf Skoglund, Örjan Ramberg, Stellan Skarsgård och Maria Kulle[37]
- 1984 Molière eller Hycklarnas sammansvärjning, Göteborgs stadsteater, översättning Lars Erik Blomqvist, regi David Radok, med bland andra Ove Tjernberg, Christian Fiedler och Alf Nilsson[38]
- 1984 Hycklarnas sammansvärjning, Teater Sargasso, Stockholm, översättning Mats Blückert, regi Nelia Veksell, med bland andra Rickard Günther och Ingela Olsson[39]
- 1988 Mästaren och Margarita, Dramaten, översättning Lars Erik Blomqvist, dramatisering & regi Jurij Ljubimov, med bland andra Örjan Ramberg, Lena Olin, Mats Bergman, Tord Peterson, Björn Granath och Claes Månsson[40]
- 1989 Satan anländer till Moskva (Mästaren och Margarita), Skånska teatern, översättning Lars Erik Blomqvist, dramatisering & regi Sture Ekholm[41]
- 1990 Molièriana, texter av Michail Bulgakov och Molière, Studio Lederman, Stockholm, översättning Allan Bergstrand och Lars Erik Blomqvist, bearbetning och regi Jurij Lederman[42]
- 1992 En hunds hjärta (Собачье сердце, Sobatje serdtse), Riksteatern, översättning Lars Erik Blomqvist, dramatisering Sten Elfström, regi Elisabeth G. Söderström[43]
- 1994 En hunds hjärta, Dalateatern, översättning Lars Erik Blomqvist, regi Bo Hammarlund och Barbro Enberg[44]
- 1994 Hans sista dagar (Последние дни, Poslednie dni), Radioteatern, översättning Lars Erik Blomqvist, regi Peter Ferm, med bland andra Krister Henriksson, Jan-Olof Strandberg, Sven Lindberg, Börje Ahlstedt, Dan Ekborg, Anders Ahlbom Rosendahl, Stig Ossian Ericson, Gun Arvidsson, Viveka Seldahl och Lena Endre[45]
- 1997 En hunds hjärta, Teater i, Jönköping, översättning Lars Erik Blomqvist, regi Nello Markovican[46]
- 1999 Mästaren och Margarita, Radioteatern, översättning Lars Erik Blomqvist, dramatisering och regi Håkan Bjerking, med bland andra Staffan Göthe, Claes Månsson, Dan Ekborg, Krister Henriksson, Leif Andrée, Johan Ulveson, Peter Andersson och Göran Forsmark[47]
- 2000 Mästaren och Margarita, Teaterhjulet, Göteborg, översättning Lars Erik Blomqvist, dramatisering och regi Eva Gartinger[48]
- 2001 Flykt (Бег, Beg), Stockholms stadsteater, översättning Lars Erik Blomqvist, regi Frank Castorf, med bland andra Gerhard Hoberstorfer och Anita Ekström[49]
- 2001 Meistras ir Margarita (Mästaren och Margarita), gästspel av Oskaras Koršunovas Teatras (OKT) från Vilnius på Stockholms stadsteater, regi Oskaras Koršunovas[50]
- 2008 Mästaren och Margarita, Stockholms stadsteater, översättning Lars Erik Blomqvist, dramatisering Susanne Marko och Leif Stinnerbom, regi Leif Stinnerbom, med bland andra Philip Zandén, Jakob Eklund och Ingvar Hirdwall[51]
- 2014 Mästaren och Margarita, Dramaten, översättning Lars Erik Blomqvist, dramatisering Niklas Rådström, regi Stefan Metz, med bland andra Elin Klinga[52]
- 2015 Satans demokrati (efter Mästaren & Margarita), Sickla industriväg 6, Nacka, översättning Lars Erik Blomqvist, dramatisering och regi Py Huss Wallin & Jimmy Meurling[53]
- 2016 Mästaren och Margarita, Teaterhögskolan i Luleå, översättning Lars Erik Blomqvist, dramatisering Niklas Rådström, regi Natalie Ringler[54]
- 2019 Mästaren och Margarita, Folkteatern i Gävleborg, dramatisering Erik Uddenberg och Natalie Ringler, regi Natalie Ringler, med bland andra Lina Englund[55]